# Express Yourself (EP)
Express Yourself – minialbum amerykańskiego producenta muzycznego Diplo, wydany 12 czerwca 2012 roku przez Mad Decent. Express Yourself oprócz wersji digital download doczekało się wydania CD i winylowego. Towarzysząca mu EP-ka z remiksami zatytułowana Express Yourself (Remix EP), została wydana 19 marca 2013 roku.

## Lista utworów
1. "Express Yourself" (feat. Nicky B) - 4:37
2. "Barely Standing" (feat. Datsik & Sabi) - 4:42
3. "No Problem" (feat. Flinch & My Name is Kay) - 3:38
4. "Move Around" (feat. Elephant Man & GTA) - 3:14
5. "Butters Theme" (feat. Billy the Gent & Long Jawns) - 4:26
6. "Set It Off" (feat. Lazerdisk Party Sex) - 4:00

Express Yourself (Remix EP)
1. "Express Yourself"  (Gent & Jawns Remix) (feat. Nicky B) - 2:51
2. "Express Yourself"  (DJ Mustard Remix) (feat. Nicky B) - 2:31
3. "Set It Off" (Sleepy Tom Remix) (feat. Lazerdisk Party Sex) - 5:13
4. "Set It Off" (The FatRat Remix) (feat. Lazerdisk Party Sex) - 3:31
5. "Set It Off" (CRNKN Remix) (feat. Lazerdisk Party Sex) - 2:51
6. "Set It Off" (Expendable Youth & Krusha Remix) (feat. Lazerdisk Party Sex) - 4:00
7. "Butters Theme" (Bot Remix) (feat. Billy the Gent & Long Jawns) - 3:48